# Harri Olli
Pour les articles homonymes, voir Olli.
Harri Juhani Olli, né le 15 janvier 1985 à Rovaniemi, est un sauteur à ski finlandais.

## Biographie
Il commence le saut à ski au club Ounasvaaran Hiihtoseura.
Sa carrière internationale démarre en 2002, où il remporte le titre de champion du monde junior à Schonach, avant d'enregistrer plusieurs résultats dans le top dix en Coupe continentale.
Il fait ses débuts dans la Coupe du monde en novembre 2002 à Ruka, lieu même où il marque ses premiers points un an plus tard avec une 25e place. Cependant, il reste pendant le reste de la saison puis lors l'intégralité de la suivante, sans obtenir de résultat important.
En décembre 2005, il revient en forme gagnant sa première étape de Coupe continentale dans sa ville natale Rovaniemi. Il confirme ses progrès dans la Coupe du monde, notamment à Sapporo, où il est treizième et dixième.
À l'été 2006, il prend part à sa première manche dans le Grand Prix, à Hinterzarten, où il est cinquième en individuel et deuxième par équipes. Il gagne sa première et unique manche en août 2008 à Courchevel.
Il obtient son premier podium par équipes dans la Coupe du monde en 2007 à Lahti et son premier podium individuel en 2009 à Garmisch-Partenkirchen lors de la Tournée des quatre tremplins (7e final). La suite de la saison est aussi couronnée de succès avec trois victoires, dont une en vol à ski à Oberstdorf et une quatrième place au classement général de la Coupe du monde.
Sa première grande récompense est son titre de vice-champion du monde obtenu sur le grand tremplin en 2007, échouant à seulement deux dixièmes de points de Simon Ammann. Lors des Championnats du monde de vol à ski, il obtient au mieux une sixième place en individuel en 2008 et remporte deux médailles par équipes : l'argent en 2008 et le bronze en 2010.
Aux Jeux olympiques d'hiver de 2010, il est disqualifié pour combinaison non conforme au petit tremplin, puis se classe 18e au grand tremplin et quatrième par équipes.
Enfant terrible du saut à ski finlandais, il a été exclu à deux reprises de l'équipe finlandaise en 2008 pour "son indiscipline et ses soirées arrosées.". En 2011, il est suspendu par la FIS une épreuve de coupe du monde pour avoir adressé un doigt d'honneur au jury. Son entraîneur Kimmo Kykkänen démissionne, ne pouvant changer le caractère d'Olli.
Cette même année, il apprend sa non-participation pour les Championnats du monde d'Oslo et décide à vingt-six ans de mettre un terme à sa carrière. Il est poursuivi en 2012 pour violences domestiques sur sa femme.
Il revient en compétition lors de l'hiver 2013-2014, pour marquer quelques points en Coupe du monde lors de la saison 2014-2015, où il prend part aux Championnats du monde à Falun (43e au grand tremplin).
Il est de nouveau en délicatesse avec sa fédération en 2016, qui rompt son contrat, Olli ayant apparu dans une publicité. Il a toujours pour objectif de participer aux Jeux olympiques de 2018, tout en planifiant ses étudiants, souhaitant rejoindre la faculté de médecine. Son point fort est son esprit mathématique, ayant toujours brillé dans cette matière à l'école et l'utilise pour améliorer ses performances en saut.

## Palmarès

### Jeux olympiques
| Épreuve / Édition | Vancouver 2010 |
| Grand tremplin    | 18e            |
| Par équipes       | 4e             |

### Championnats du monde
| Épreuve / Édition | Sapporo 2007 | Liberec 2009 | Falun 2015 |
| Petit tremplin    | 31e          | 13e          | -          |
| Grand tremplin    | Argent       | 21e          | 43e        |
| Par équipes       | 4e           | 6e           | -          |

### Championnats du monde de vol à ski
| Épreuve / Édition | Oberstdorf 2008 | Planica 2010 | Tauplitz 2016 |
| Individuel        | 6e              | 11e          | 35e           |
| Par équipes       | Argent          | Bronze       | 7e            |

### Coupe du monde
- Meilleur classement général : 4e en 2009.
- 2e du classement de vol à ski en 2009.
- 7 podiums en épreuve individuelle : 3 victoires, 2 deuxièmes places et 2 troisièmes places.
- 10 podiums en épreuve collective : 2 victoires,3 deuxièmes places et 5 troisièmes places.

#### Victoires individuelles
| Année | Lieu                                                              |
| 2009  | Oberstdorf (Allemagne), Lillehammer (Norvège), Planica (Slovénie) |

#### Différents classements en Coupe du monde
| Année     | Classement général final |
| 2003-2004 | 70e                      |
| 2005-2006 | 36e                      |
| 2006-2007 | 28e                      |
| 2007-2008 | 26e                      |
| 2008-2009 | 4e                       |
| 2009-2010 | 14e                      |
| 2010-2011 | 82e                      |
| 2014-2015 | 85e                      |

### Championnats du monde junior
| Épreuve / Édition | Schonach 2002 | Solleftea 2003 |
| Individuel        |               | 11e            |
| Par équipes       | Or            | Bronze         |

### Grand Prix
- 6e du classement général en 2010.
- 3 podiums individuels, dont 1 victoire.

### Coupe continentale
- 7e du classement général en 2006.
- 7 podiums, dont 4 victoires.